# Kalamis

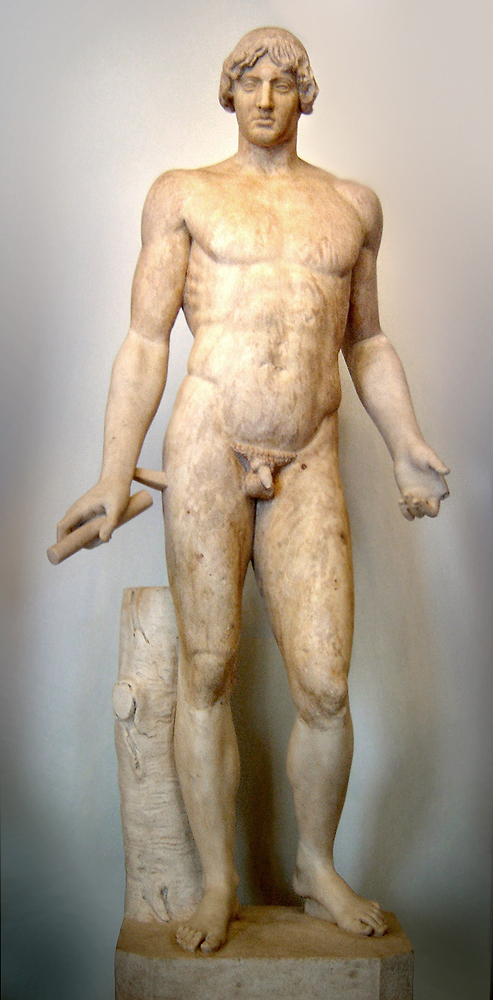
Omphalos-Apollo, römische Kopie einer Statue möglicherweise von Kalamis, um 480 bis 460 v. Chr.

Kalamis (altgriechisch Κάλαμις) war ein griechischer Bildhauer. Sein Wirken um 480/70 bis 440 v. Chr. bezeichnet die Blütezeit des anmutig-zierlichen Stils der älteren strengen Kunst vor der großen Epoche des Phidias.
Da kein Werk ausreichend sicher identifiziert ist, bleibt Kalamis eine unbekannte Größe. Antike Schriftsteller schreiben ihm zahlreiche Werke zu: Pausanias sah auf der Akropolis von Athen eine Statue der Aphrodite, Sosandra genannt, die von Lukian unter den ausgezeichnetsten Frauenstatuen aufgeführt wird; ferner im Kerameikos einen Apollon. In Tanagra in Boiotien befanden sich, ebenfalls nach den Angaben des Pausanias, ein Hermes als Widderträger, ein Dionysos aus parischem Marmor und ein Triton.
Ein Kultbild des Zeus Ammon hatte Pindar in Theben geweiht; eine ungeflügelte Nike stifteten die Mantineier nach Olympia, betende Knaben in Bronze die Agrigentiner ebenfalls nach Olympia. Zwei Rennpferde mit Knaben darauf fertigte Kalamis für Olympia im Auftrag des Hieron. Nach Delphi weihten die Spartaner eine Hermione. Eine Alkmene wird von Plinius gerühmt. Derselbe erwähnt auch einen Apollon aus Marmor in den Servianischen Gärten in Rom, ferner eine bronzene Kolossalstatue des Apollon, den Marcus Terentius Varro Lucullus 72 v. Chr. aus Apollonia Pontike raubte und in Rom auf dem Kapitol aufstellte.
Die chronologischen Widersprüche in den Quellen wurden in der Forschung durch die Annahme von zwei gleichnamigen Bildhauern mit variierender Zuweisung der überlieferten Werke zu lösen gesucht. Danach soll es in der 1. Hälfte des 4. Jahrhunderts v. Chr. einen zweiten Bildhauer namens Kalamis gegeben haben, von dem häufig angenommen wird, er sei ein Enkel des berühmten Kalamis gewesen, was nach den antiken Quellen jedoch nicht sicher zu belegen ist. Nach dem Neuen Overbeck ist die Annahme zweier namensgleicher Künstler nicht zwingend, die in den Quellen genannten Werke könnten auch alle von einem Bildhauer sein, dort wird von nur einem Bildhauer ausgegangen.